# 水城路駅
水城路駅（すいじょうろえき）は中華人民共和国上海市長寧区虹橋路と水城路・水城南路の交差点に位置する上海地下鉄10号線の駅である。

## 歴史
- 2010年4月10日：開業[1]。

## 駅構造
島式ホーム1面2線を有する地下駅。

### のりば
| 番線 | 路線     | 行先                   |
| ---- | -------- | ---------------------- |
| 1    | ■ 10号線 | 虹橋火車站・航中路方面 |
| 2    | ■ 10号線 | 基隆路方面             |

（出典：上海地下鉄:站层图）

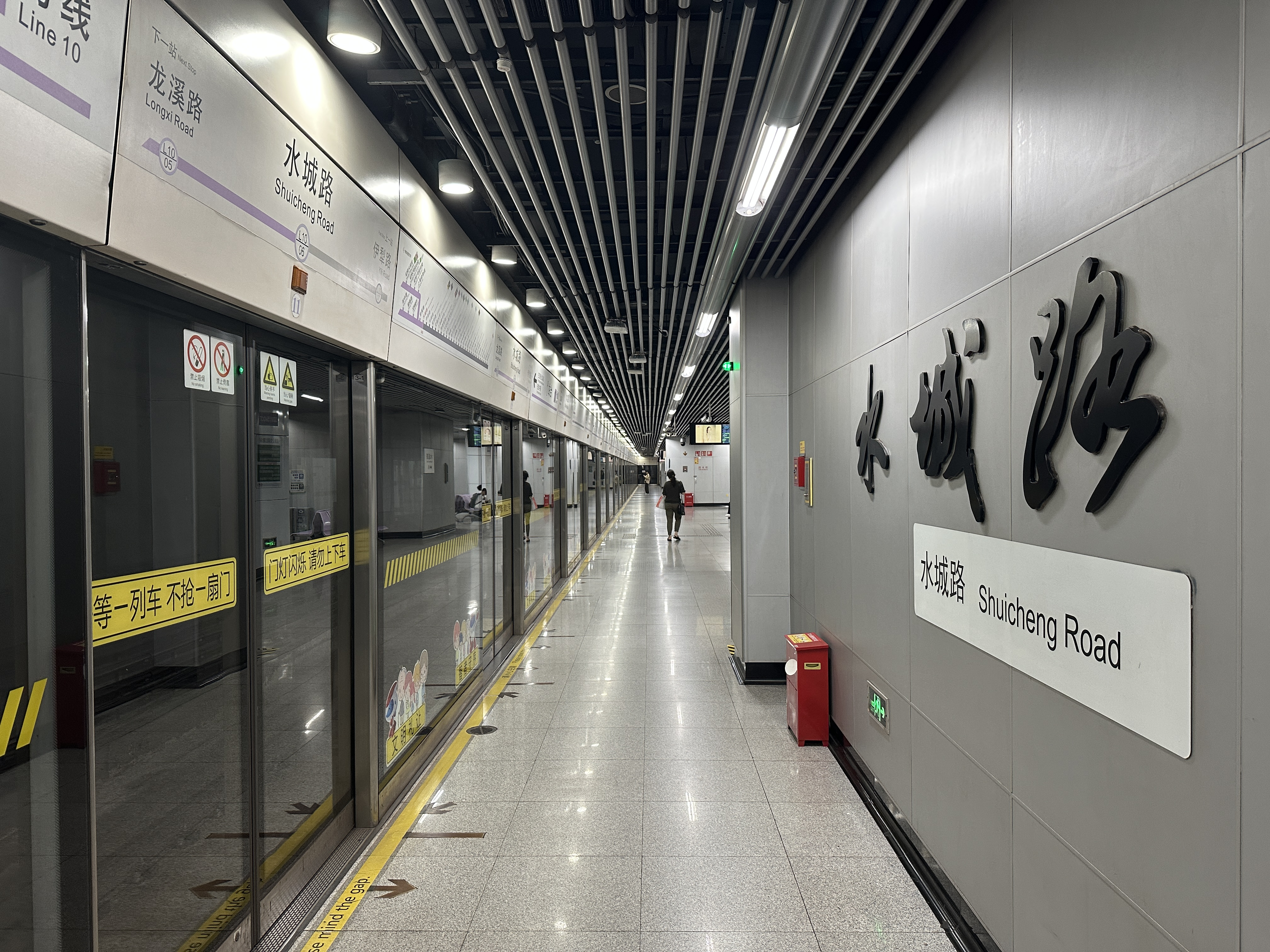
ホーム
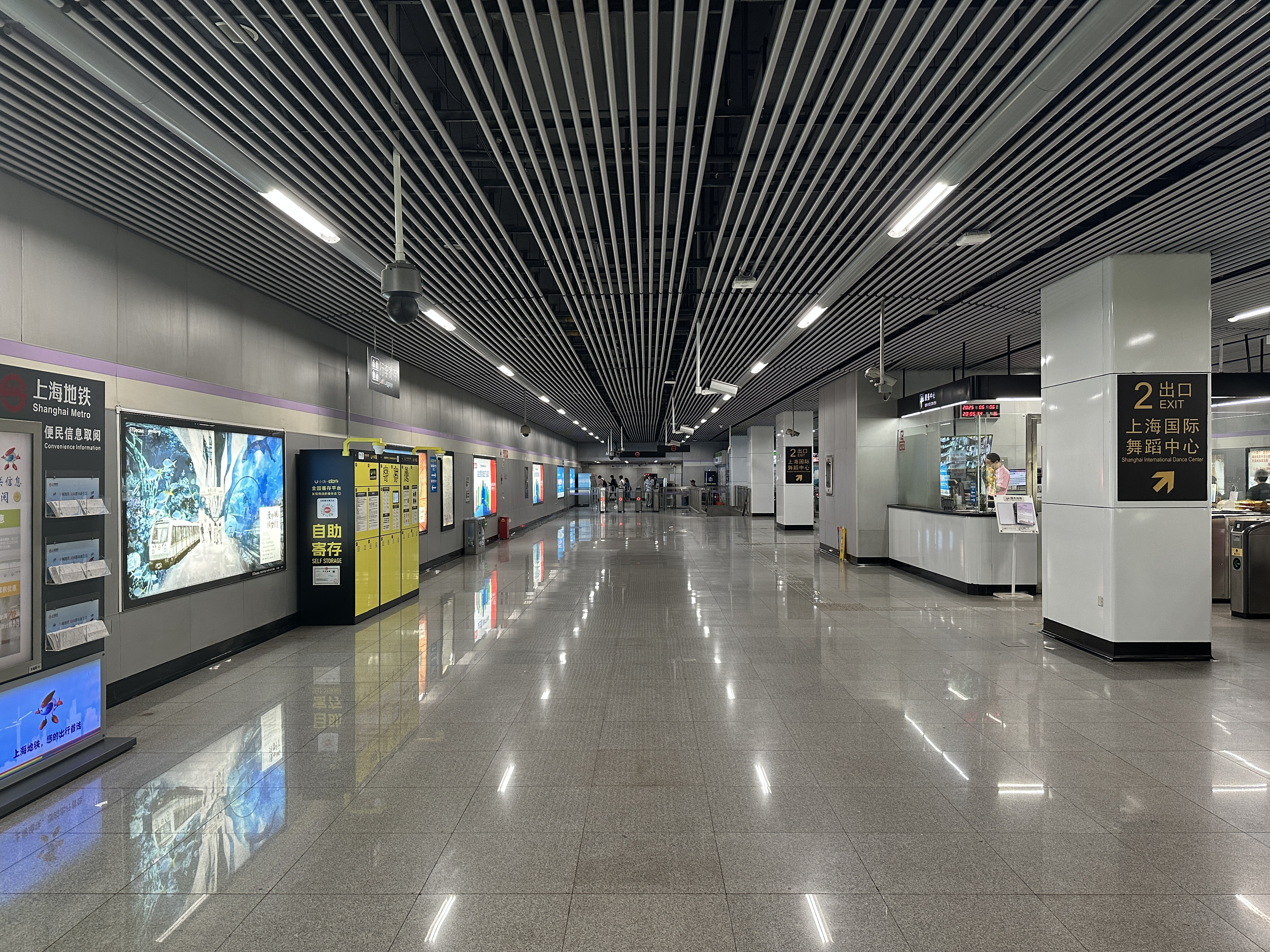
コンコース

## 駅周辺
- 星空広場
- 景苑小区
- 雲峰別墅
- 上海国際舞蹈中心
- 金鱗公寓
- 東湖小区
- 美麗華商務中心
- 上海耀中国際学校虹橋校区
- 錦苑公寓

## 隣の駅
上海軌道交通
■ 10号線
竜渓路駅 - 水城路駅 - 伊犁路駅